# والری سیلنت
والری سیلنت (انگلیسی: Valery Tsilent؛ زادهٔ ۲۹ سپتامبر ۱۹۶۹) کشتی‌گیر اهل بلاروس است.